# Адам Рудницький
Адам Рудницький (пол. Adam Rudnicki) (16 березня 1897 р. — 1964) — офіцер, діяч ПВО та польського визвольного руху.
У 1919 р. був командиром Сувальського округу ПОВ. У серпні 1919 р. був на чолі Сейненського повстання, що призвело до відбиття у литовців м.Сейни, які зайняли його після відходу німців.
В міжвоєнні роки проходив військову службу на різних посадах. Після поразки Польщі у вересневій компанії підполковник Рудницький знаходився в Угорщині де був першим керівником тайного Евакувційного бюро, що займалося перекиданням поляків до Франції та Англії.
Нагороджений Срібним хрестом військового ордену Virtuti Militari (Nr. 4956), чотири рази Хрестом хоробрих та Хрестом Незалежності з мечами.